# Revista Mexicana de Bachillerato a Distancia
Revista mexicana de Bachillerato a Distancia (RMBD) es una publicación impresa y digital arbitrada y de acceso abierto, que tiene como propósito dar voz a los actores que intervienen en el proceso educativo a nivel medio superior en la modalidad a distancia. Su publicación es semestral, durante los meses de febrero y septiembre. RMBD pertenece a la Red de Bachilleratos Universitarios Públicos a Distancia  (RED) y es auspiciada por el Espacio Común de Educación Superior a Distancia (ECOESAD) y por la Coordinación de Universidad Abierta, Innovación Educativa y Educación a Distancia (CUAIEED) de la Universidad Nacional Autónoma de México (UNAM). Desde 2009 se publica de manera ininterrumpida.

## Secciones

### Artículo por invitación
En esta sección el Consejo editorial presenta las colaboraciones de expertos de la educación a distancia.

### Proyectos y programas
En esta sección se exponen todos los aspectos de los proyectos y programas (planeación, implementación y resultados) que conforman la oferta educativa de la educación media superior a distancia en México y en todo el mundo.

### Experiencias de bachillerato a distancia
En esta sección los lectores conocerán, de viva de sus protagonistas (coordinadores, profesores, asesores, diseñadores de cursos y herramientas, entre otros), el acontecer, las experiencias, los recursos y los proyectos implementados en los bachilleratos a distancia mediados por Tecnologías de la información y la comunicación (TIC).

### Reflexiones académicas
En este espacio se muestran los resultados de estudios e investigaciones sobre la actividad académica a nivel medio superior a distancia.

### Visión internacional
En esta sección los lectores conocerán de todo el acontecer en la educación media superior a distancia a nivel internacional: nuevas tecnologías aplicadas a la educación, proyectos educativos y educación inclusiva, entre otros.

### Presencia de IRRODL en la RMBD
RMBD mantiene un convenio de colaboración con The International Review of Research in Open and Distributed Learning (IRRODL) por el cual en cada número de la revista mexicana se publica un artículo de dicha revista estadounidense.

### Reseñas de libros, revistas y eventos
RMBD presenta las reseñas de las actividades y de las publicaciones más destacadas en el ámbito de la educación media superior a distancia.